# Olympische Winterspiele 1994/Teilnehmer (Moldau)
| Gelbes Symbol für Goldmedaillen mit stilisierten Olympischen Ringen | Graues Symbol für Silbermedaillen mit stilisierten Olympischen Ringen | Braundes Symbol für Bronzemedaillen mit stilisierten Olympischen Ringen |
| ------------------------------------------------------------------- | --------------------------------------------------------------------- | ----------------------------------------------------------------------- |
| —                                                                   | —                                                                     | —                                                                       |

Die Republik Moldau nahm an den Olympischen Winterspielen 1994 im norwegischen Lillehammer mit einer Delegation von zwei Athleten im Biathlon teil, davon ein Mann und eine Frau. Ein Medaillengewinn gelang keinem der Athleten.
Fahnenträger bei der Eröffnungsfeier war der Biathlet Vasily Gherghy.

## Teilnehmer nach Sportarten

### Biathlon
| Athleten       | Wettbewerbe   | Zeit        | Fehler       | Rang |
| -------------- | ------------- | ----------- | ------------ | ---- |
| Frauen         |               |             |              |      |
| Elena Gorohova | 7,5 km Sprint | 35:04,1 min | 7 (4+3)      | 69   |
| Elena Gorohova | 15 km Einzel  | 1:13:33,1 h | 14 (3+3+4+4) | 68   |
| Männer         |               |             |              |      |
| Vasily Gherghy | 10 km Sprint  | 34:48,0 min | 3 (2+1)      | 68   |
| Vasily Gherghy | 20 km Einzel  | 1:16:30,4 h | 9 (1+4+1+3)  | 70   |